# 米蒂利尼城堡

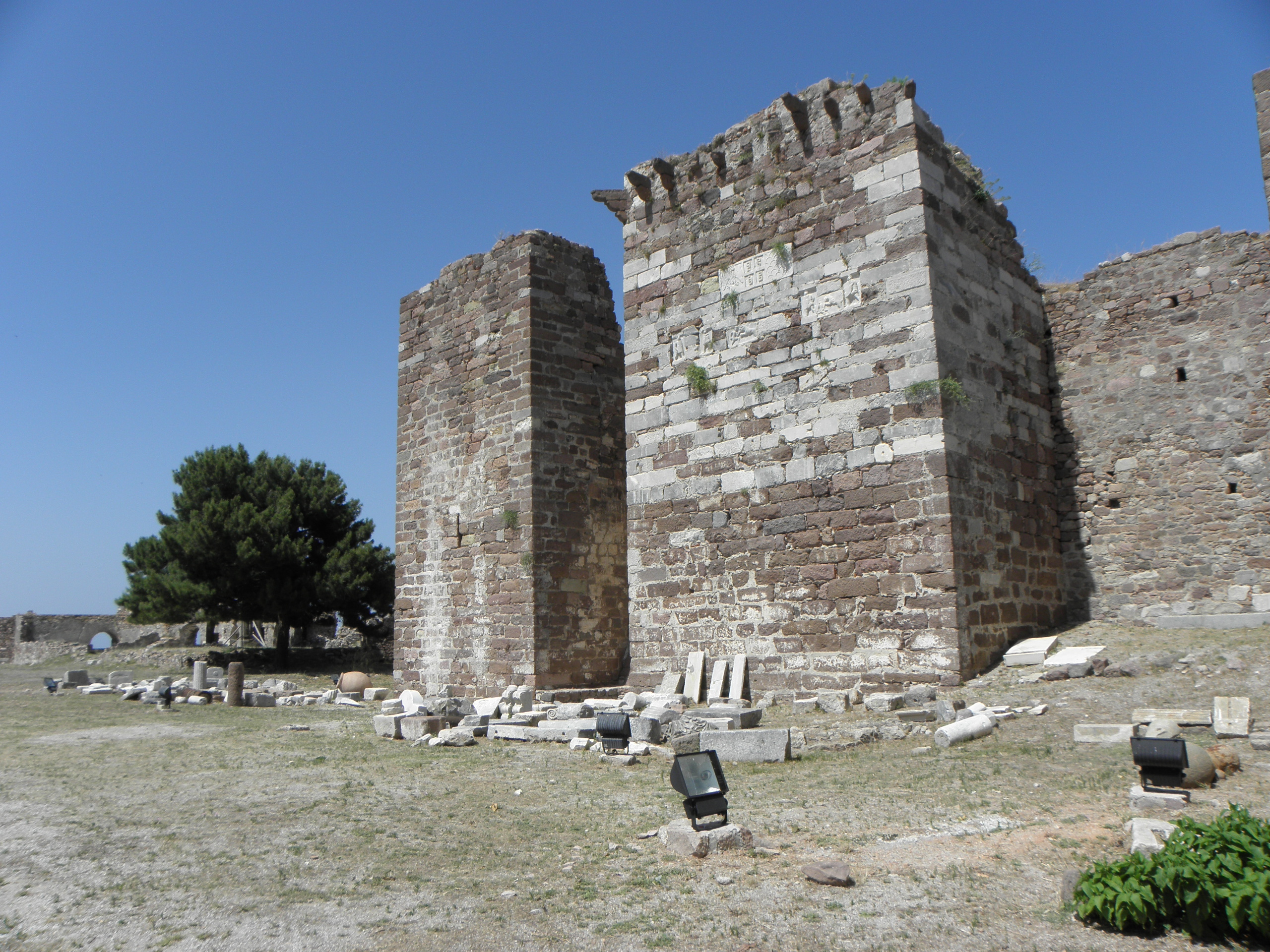

米蒂利尼城堡是位於希臘北愛琴莱斯沃斯岛的一座城堡。這座城堡保存狀況良好，是地中海地區最大的城堡之一，面積達60英畝。這裡最初的城堡修建於查士丁尼一世統治時期。中世紀時期，這座城堡是Francesco I Gattilusio的居住地。

## 外部連結
- Castle Diagram （页面存档备份，存于）